# Rosa Barba Casanovas
Rosa Barba Casanovas   (Barcelona, 6 de novembre de 1948 - Barcelona, 13 de febrer de 2000) va ser una arquitecta i professora d'Urbanisme catalana.

## Biografia
Va estudiar arquitectura a l'Escola Tècnica Superior d'Arquitectura de Barcelona, on es va graduar l'any 1971. Va obtenir el títol de Doctora per la Universitat Politècnica de Catalunya l'any 1987 amb la tesi de títol L'abstracció del territori, dirigida per Manuel de Solà-Morales i Rubió.
Va ser docent a l'Escola Tècnica Superior d'Arquitectura de Barcelona des de 1974 i al Màster Universitari en Paisatgisme de la Universitat Politècnica de Catalunya el qual va dirigir des de 1993. Va ser nomenada professora titular d'universitat l'any 1989. Va promoure la creació del Grau en Paisatgisme que es van iniciar amb el nom de Graduado Superior de Paisajismo el curs 1998-1999. És recordada com a impulsora del paisatgisme com a disciplina.
Va fundar, juntament amb Jordi Bellmunt, Maria Goula, Ricard Pié i Anna Zahonero, el Centre de Recerca i Projectació del Paisatge (CRPP) l'any 1993. On va desenvolupar els seus projectes i estudis més disciplinars com ara Normativa de color en la restauración de canteras, Estudio sobre el Parque Metropolitano Manzanares Sur i el Proyecto Europeo Artemis.
Durant els seus estudis d'arquitectura va conèixer Ricard Pié que seria la seva parella i amb qui l'any 1971 va fundar el despatx d'arquitectes "Rosa Barba & Ricard Pié, arquitectes". Posteriorment es va dir "Equip BCPN" juntament amb Josep Maria Vilanova amb qui ja havien col·laborat anteriorment. Alguns dels seus projectes van ser: el PGOU de Sant Feliu de Guíxols, el PGOU de Castell-Platja d'Aro, l'Estudi dels entorns de l'autopista A-7, el Plan Insular de Gran Canaria i Tenerife, La marina de Calvià, el PGOU de Alcañíz, el Plan de ordenación del casco histórico de Pollença, el PGOU de Sóller y el Plan de protección visual del puerto, el PGOU de Torroella de Montgrí, el Proyecto del parque central de Platja d'Aro.
Va ser impulsora la Biennal Europea del Paisatge (actualment Biennal Internacional de Paisatge de Barcelona). La seva primera edició es va celebrar l'any 1999 organitzada conjuntament amb Jordi Bellmunt Chiva, Alfred Fernández de la Reguera i Gerard Garcia-Ventosa. Va comptar amb la col·laboració de Col·legi Oficial d'Arquitectes de Catalunya i l'Escola Tècnica Superior d'Arquitectura de Barcelona; afegint-s'hi l'Escola Tècnica Superior d'Arquitectura del Vallès a partir de la segona edició.
Va publicar diversos articles, ponències i llibres, deixant un projecte de llibre sense acabar.

## Llegat i memòria
En memòria seva se celebren els Premis Internacionals de Paisatge Rosa Barba. La primera edició es va celebrar l'any 2000.
La ciutat de Barcelona va voler dedicar-li un racó del Parc Natural de Collserola, al Districte de Sarrià-Sant Gervasi, a qui ha estat motor del paisatgisme a Catalunya i a l'Estat espanyol: el pas que travessa el Pantà de Vallvidrera sobre el dic que tanca l'embassament. Al març de 2023 se celebrà l'acte d'institucionalització del nom, amb la descoberta d'una placa.